# Otto Feldmann (Grafiker)
Otto Feldmann (geboren 26. Februar 1881 in Wien; gestorben 12. Mai 1942 im Vernichtungslager Sobibor) war ein deutscher Grafiker, Maler und Galerist.

## Leben
Feldmann studierte in München Kunst und ging dann nach Paris. Dort war er unter anderem Schüler bei Théophile Steinlen. Er lernte den Künstlerkreis des Café du Dôme und August Macke kennen. Er trat als Künstler mit Zeichnungen, Radierungen und Aquarellen sowie mit Entwürfen für Gebrauchsgrafik in Erscheinung. Anfang 1912 richtete er in Köln am Hansaring die Galerie Rheinischer Kunstsalon ein, dem Ende 1913 in Berlin in der Lennéstrasse 6a die Neue Galerie folgte.

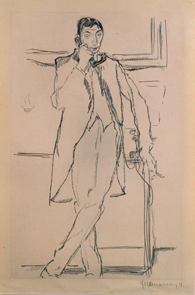
Otto Feldmann: Herr am Telefon (Flechtheim) (1913)

Nach dem Ersten Weltkrieg heiratete Feldmann Ida Levy und ließ sich mit ihr und deren Tochter aus erster Ehe in Köln-Deutz nieder. Anfang 1939 ging die Familie in die Tschechoslowakei. Feldmann selbst wurde jedoch im März 1939 von deutschen Behörden verhaftet. 1941 gelangte er in das Ghetto Theresienstadt, von wo aus er 1942 nach Sobibór transportiert wurde, wo er den Tod fand. Seiner Witwe gelang im gleichen Jahr die Emigration in die USA.

## Galerien
1912 richtete Feldmann in Köln die Galerie Rheinischer Kunstsalon ein, in welcher er sowohl Künstler der heute Klassischen Moderne wie Vincent van Gogh, Paul Cézanne, Auguste Renoir, Braque, Derain und Pablo Picasso ausstellte, als auch Vertreter des italienischen Futurismus. Unter den gezeigten deutschen Künstlern waren neben Macke weitere Vertreter des Rheinischen Expressionismus in der Galerie zu sehen.
Feldmann scheint über den deutsch-jüdischen Galeristen Alfred Flechtheim Kontakte zu dem Pariser Daniel-Henry Kahnweiler gehabt zu haben, der ihm für seine Dependance in der Neuen Galerie in Berlin unter anderen Werke von Henri Matisse, Marie Laurencin und Jules Pascin in Kommission überließ. Feldmanns zweite Berliner Ausstellung Ende 1913 war ganz Pablo Picasso gewidmet und hatte den Titel Picasso – Negerplastik. Der Katalog der Ausstellung zeigt die Abbildung des Kopfes eine Holzstatuette von der Elfenbeinküste, vom Volk der Baule. Der Katalog erwähnt dem Berliner Publikum gegenüber zum ersten Mal den Zusammenhang der afrikanischen Plastik mit der neuen Kunst des Kubismus.